# Plasmoide

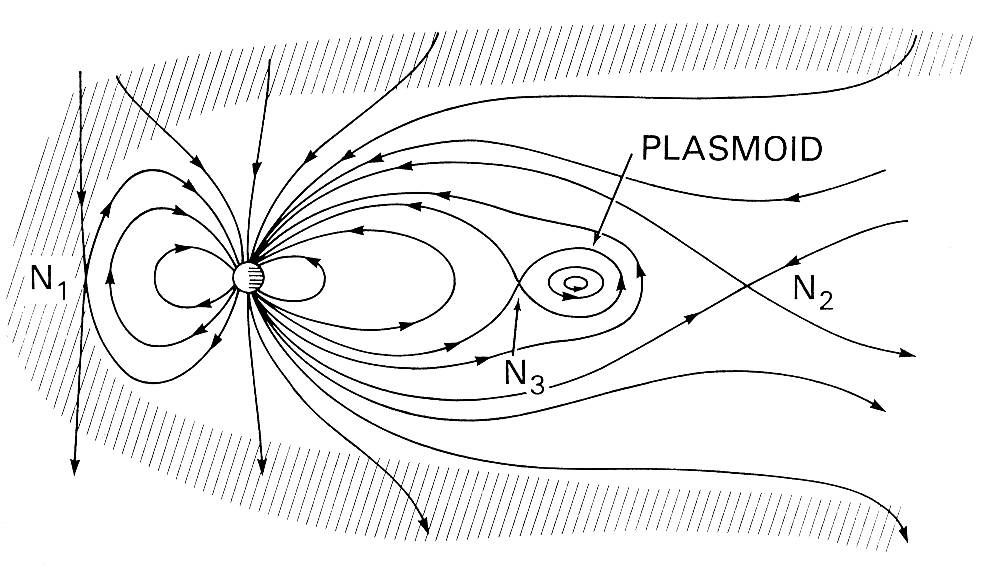
Plasmoide natural producido en el campo magnético cercano a la Tierra producido por la reconexión magnética.

Un plasmoide es una estructura coherente de plasma confinada gracias a un campo magnético. Los plasmoides han sido propuestos como una explicación natural a los rayos globulares, a las búrbujas magnéticas en la magnetosfera, y a otros objetos en colas de cometas, en el viento, en la atmósfera solar o en la corriente heliósferica. Los Plasmoides producidos en el laboratorio incluyen configuraciones de campo invertido, spheromaks, modelos de agujeros negros y concentrados densos de plasma.

La palabra plasmoide fue creada en 1956 por Winston H. Bostick (1916-1991) para nombrar a cualquier "entidad plasmo-magnética":

El plasma es emitido, no como una búrbuja amorfa, sino como la forma de un toro. Tomaremos la libertad de llamar a esta estructura toroidal un plasmoide, una palabra que da a entender una entidad plasmo-magnética. La palabra plasmoide será empleada como término genérico para toda entidad plasmo-magnética.

## Características de los plasmoides
Bostick escribió:

Los plasmoides aparecen al elongar los cilindros de plasma en dirección al campo magnético. Los plasmoides poseen un momento magnético medible, una velocidad de translación medible, un campo elétrico transversal, así como un tamaño perfectamente conocible. Los plasmoides pueden interactuar entre sí, aparentemente reflejándose entre ellos. Sus órbitas puede también curvarse hacia cualquier otro. Pueden convertirse en espirales hasta detenerse si se proyectaron dentro de un gas a una presión de 10-3 mm Hg. También pueden separarse en trozos y colisionar entre sí. Incluso hay indicios que apoyan la evidencia que pueden fusionarse y poseen rotación.

Un plasmoide tiene una presión interna sostenida por la presión del gas y la presión magnética del campo. Para mantener un radio estático del plasmoide, la presión debe estar equilibrada por una presión externa de confinamiento. En un campo abierto en el vacío, por ejemplo, el plasmoide rápidamente se expandirá y se disipará.

## Aplicaciones cósmicas
Bostick aplicó su teoría de los plasmoides a fenómenos de astrofísica. Su trabajo en 1958, aplicado a la similitud de transformaciones de plasma de pares de plasmoides disparados por una pistola de plasma (dispositivo concentrador de plasma) que interactúan de tal forma que simular la formación temprana de una galaxia.